# チャールス・ホスキンソン
チャールス・ホスキンソン（Charles Hoskinson、1987年11月5日 - ）は、アメリカ合衆国の数学者、仮想通貨カルダノ（Cardano）及びイーサリアム（Ethereum）の創設メンバーである。香港を拠点とするブロックチェーンの研究機関「インプット・アウトプット・ホンコン（Input Output Hong Kong/IOHK）」のCEO。
| スタブアイコン | サブスタブ | この項目は、まだ閲覧者の調べものの参照としては役立たない、人物に関連した書きかけの項目です。この項目を加筆・訂正などしてくださる協力者を求めています（P:人物伝/PJ:人物伝）。 |